# فوند دو لاك
فوند دو لاك (ويسكونسن) (بالإنجليزية: Fond du Lac, Wisconsin)‏ هي مدينة ومقر المقاطعة تقع في الولايات المتحدة في مقاطعة فوند دو لاك (ويسكونسن). يقدر عدد سكانها بـ 43,021 نسمة ومساحتها 52.08 كم2 وترتفع عن سطح البحر 231.65 متر.

## التركيبة السكانية
قام مكتب تعداد الولايات المتحدة بتحديد بيانات التركيبة السكانية لفوند دو لاكفي تعداد الولايات المتحدة. في ما يلي، التركيبة السكانية حسب تعدادي 2000 و2010.

### تعداد عام 2000
بلغ عدد سكان فوند دو لاك 42,203 نسمة بحسب تعداد عام 2000، وبلغ عدد الأسر 16,638 أسرة وعدد العائلات 10,282 عائلة مقيمة في المدينة. في حين سجلت الكثافة السكانية 2,501.3 نسمة لكل ميل مربع (965.8/كم2). وبلغ عدد الوحدات السكنية 17,519 وحدة بمتوسط كثافة قدره 1,038.3 نسمة لكل ميل مربع (400.9/كم2).
وتوزع التركيب العرقي للمدينة بنسبة 93.59% من البيض و 0.51% من الأمريكيين الأصليين و 1.52% من الأمريكيين ذوي الأصول الآسيوية و 0.01% من سكان جزر المحيط الهادئ و 1.86% من الأمريكيين الأفارقة و 1.25% من عرقين مختلطين أو أكثر.
بلغ عدد الأسر 16,638 أسرة كانت نسبة 30.6% منها لديها أطفال تحت سن الثامنة عشر تعيش معهم، وبلغت نسبة الأزواج القاطنين مع بعضهم البعض 48.4% من أصل المجموع الكلي للأسر، ونسبة 9.8% من الأسر كان لديها معيلات من الإناث دون وجود شريك، وكانت نسبة 38.2% من غير العائلات. تألفت نسبة 30.9% من أصل جميع الأسر من أفراد ونسبة 12.5% كانوا يعيش معهم شخص وحيد يبلغ من العمر 65 عاماً فما فوق. وبلغ متوسط حجم الأسرة المعيشية 3.00، أما متوسط حجم العائلات فبلغ 2.38.
بلغ العمر الوسطي للسكان 36 عاماً. وكانت نسبة 24.2% من القاطنين تحت سن الثامنة عشر، وكانت نسبة 10.7% بين الثامنة عشر والأربعة وعشرون عاماً، ونسبة 29.4% كانت واقعةً في الفئة العمرية ما بين الخامسة والعشرون حتى والأربعة وأربعون عاماً، ونسبة 20.4% كانت ما بين الخامسة والأربعون حتى الرابعة والستون، ونسبة 15.3% كانت ضمن فئة الخامسة والستون عاماً فما فوق. يوجد لكل 100 أنثى 88.7 ذكر، ويوجد لكل 100 أنثى في الثامنة عشر من عمرها فما فوق 84.1 ذكر.
بلغ متوسط دخل الأسرة في المدينة 41,113 دولار، أما متوسط دخل العائلة فبلغ 50,341 دولار. وكان متوسط دخل الذكور 35,682 دولار مقابل 22,492 دولار للإناث. وسجل دخل الفرد الخاص بالمدينة 18,996 دولار. وكانت نسبة 4.6% من العائلات ونسبة 7.5% من السكان تحت خط الفقر، وكان من هؤلاء نسبة 7.9% تحت سن الثامنة عشر ونسبة 8.9% في الخامسة والستين من العمر وما فوق.

### تعداد عام 2010
بلغ عدد سكان فوند دو لاك 43,021 نسمة بحسب تعداد عام 2010، وبلغ عدد الأسر 17,942 أسرة وعدد العائلات 10,395 عائلة مقيمة في المدينة. في حين سجلت الكثافة السكانية 2,285.9 نسمة لكل ميل مربع (882.6/كم2). وبلغ عدد الوحدات السكنية 19,181 وحدة بمتوسط كثافة قدره 1,019.2 لكل ميل مربع (393.5/كم2).
وتوزع التركيب العرقي للمدينة بنسبة 90.6% من البيض و 0.7% من الأمريكيين الأصليين و 1.8% من الأمريكيين ذوي الأصول الآسيوية و 2.5% من الأمريكيين الأفارقة و 1.9% من عرقين مختلطين أو أكثر.
بلغ عدد الأسر 17,942 أسرة كانت نسبة 29.0% منها لديها أطفال تحت سن الثامنة عشر تعيش معهم، وبلغت نسبة الأزواج القاطنين مع بعضهم البعض 42.3% من أصل المجموع الكلي للأسر، ونسبة 11.1% من الأسر كان لديها معيلات من الإناث دون وجود شريك، بينما كانت نسبة 4.5% من الأسر لديها معيلون من الذكور دون وجود شريكة وكانت نسبة 42.1% من غير العائلات. تألفت نسبة 34.4% من أصل جميع الأسر من أفراد ونسبة 13.1% كانوا يعيش معهم شخص وحيد يبلغ من العمر 65 عاماً فما فوق. وبلغ متوسط حجم الأسرة المعيشية 2.94، أما متوسط حجم العائلات فبلغ 2.28.
بلغ العمر الوسطي للسكان 36.9 عاماً. وكانت نسبة 22.6% من القاطنين تحت سن الثامنة عشر، وكانت نسبة 10.1% بين الثامنة عشر والأربعة وعشرون عاماً، ونسبة 27.4% كانت واقعةً في الفئة العمرية ما بين الخامسة والعشرون حتى والأربعة وأربعون عاماً، ونسبة 25.2% كانت ما بين الخامسة والأربعون حتى الرابعة والستون، ونسبة 14.7% كانت ضمن فئة الخامسة والستون عاماً فما فوق. وتوزع التركيب الجنسي للسكان بنسبة 47.7% ذكور و52.3% إناث.